# Charles Rosenberg
Charles Ernest Rosenberg (* 11. November 1936 in New York City) ist ein US-amerikanischer Wissenschaftshistoriker. Er war Professor an der Harvard University. Sein Spezialgebiet ist Medizingeschichte in den USA.
Rosenberg studierte an der University of Wisconsin–Madison mit dem Bachelor-Abschluss 1956 sowie an der Columbia University mit dem Master-Abschluss 1957 und der Promotion 1961. Ab 1963 lehrte er an der University of Pennsylvania und ab 2001 an der Harvard University. 2003/04 stand er dort der Abteilung Wissenschaftsgeschichte vor. Er ist dort Professor für Wissenschaftsgeschichte und Ernest E. Monrad Professor für Sozialwissenschaften. Er befasst sich mit Sozialgeschichte der Medizin, der Geschichte des Krankheitskonzepts in den USA und Geschichte von Epidemien.
1995 erhielt er die George-Sarton-Medaille und 1969 den William H. Welch Award der American Association for the History of Medicine, deren Präsident er war. Er war Guggenheim Fellow. 1981 war er Präsident der Society for the Social History of Medicine. 1979/80 war er am Institute for Advanced Study.
Rosenberg ist Fellow der American Academy of Arts and Sciences (1986), des Institute of Medicine (1984) und der American Philosophical Society (2002). 1997 wurde er Ehrendoktor der University of Wisconsin. Er ist mit der Historikerin Drew Gilpin Faust (* 1947) verheiratet, die von 2007 bis 2018 Präsidentin der Harvard University war.

## Schriften
- The Cholera Years: The United States in 1832, 1849 and 1866. The University of Chicago Press 1962. 2. Auflage 1987.
- The Trial of the Assassin Guiteau: Psychiatry and Law in the Gilded Age. The University of Chicago Press, 1968.
- The Care of Strangers. The Rise of America's Hospital System. Basic Books, 1987
- Explaining Epidemics. Cambridge University Press 1992.
- No Other Gods. On Science and American Social Thought. The Johns Hopkins University Press, 1976, 1997.
- Our Present Complaint. American Medicine, Then and Now. The Johns Hopkins University Press 2007.
- mit Janet Golden: Pictures of Health, A Photographic History of Health Care in Philadelphia, 1860– 1945. University of Pennsylvania Press, 1991.
- mit Janet Golden: Framing Disease, Studies in Cultural History. Rutgers University Press, New Brunswick 1992.
- (Hrsg.): Right Living: An Anglo-American Tradition of Self-Help Medicine and Hygiene. Johns Hopkins University Press, 2003.
- mit Rosemary Stevens, Lawton R. Burns (Hrsg.): History and Health Policy in the United States. Putting the Past Back in. Rutgers University Press, 2006.